# Abadon
Abadon (iz hebrejske besede abad - pogubiti) je judovsko kraljestvo mrtvih, kraj pogubljenja, uničenja in propada. 
V Abadonu so po judovskem verovanju duhovi umrlih in kamor morajo po smrti prispeti vsi ljudje, tako pravični kot nepravični. Nahaja se pod zemeljsko površino in je pozneje eden od štirih delov podzemlja.